# Урниско језеро
Урниско језеро, такође и урвинско језеро, је тип језера које настаје при јачим земљотресима или под утицајем човека, када долази до клижења велике масе земље, које притом прегради речни ток. Вода нема куд да отиче па се ујезерава. Таква језера су се формирала на Сави 1737. и на Западној Морави код Овчара 1896. године. Најпознатије језеро овог типа на свету је Сареско које се налази у долини реке Мургаб на Памиру и настало је између 8. и 9. фебруара 1911. године након катастрофалног земљотреса и урниса.
Најпознатија урвинска катастрофа у Србији у XX веку, која је за резултат имала формирање језера, десила се у долини реке Височице, десној притоци Нишаве. Крајем фебруара 1963. године са Мртвачког брда склизнуо је земљано-стеновити материјал запремине од око 1,5 милиона m3 и преградио долину Височице на 568 m н.в. Природна земљана брана од склизнутог материјала брзо је достигла висину од 35 m, док је њена дужина у правцу речног тога износила око 550 m. Она је била узрок ујезеравању и издизању нивоа речне воде па је врло брзо потопљено село Завој, које се налазило 3 km узводно од места преграђивања долине Височице. Језеро је добило име по овом потопљеном селу - „Завојско”. Завојско језеро је данас вештачко језеро. Брана је ојачана и надзидана људском руком, прокопан је тунел који одводи воду од језера до Пирота, чиме су створени услови да проради мања хидроцентрала.